# آل غلومي
 قرية آل غلومي بالفارسية ( روستاى آل غلومی  ) ، قرية صغيرة تتبع البلدة المركزية (بالفارسية: بخش مرکزی شهرستان بندر لنگه) من توابع مدينة لنجة وتقع في محافظة هرمزغان في جنوب إيران. تقع هذه القرية على بعد 3 كيلومترات شرق قرية بارجاه.

## حدود قرية آل غلومي
حدود آل غلومي: من الشمال: قرية باورد، ومن الجنوب مدينة كنك، ومن الغرب قرية بارجاه، ومن الشرق تنتهي ببلدة كزیر.

## السكان
يبلغ عدد سكان هذه القرية حسب تعداد السكان لعام 2006 للميلاد، (150 ) نسمه تشكل (90 عائلة) ، من أهل السنة والجماعة وعلى المذهب الشافعي. يتكلون الفارسية باللهجة المحلية، لهم مسجد، ومدرسة، وعيادة صحية صغيرة، وبركتان لحفظ مياه الأمطار، يمتهنون بتربية المواشي والزراعة والتجارة.